# نظام الإشعال
منظومة الإشعال (بالإنجليزية: Ignition system)‏ تُستخدم بواسطة المحركات الحرارية لبدء الاحتراق عن طريق إشعال خليط الوقود والهواء. في نسخ الإشعال الشراري للمحرك الاحتراق الداخلي (مثل محركات البنزين)، يقوم نظام الإشعال بإنشاء شرارة لإشعال خليط الوقود والهواء مباشرة قبل كل شوط احتراق. تستخدم محركات التوربينات الغازية والمحركات الصاروخية عادةً نظام إشعال فقط أثناء بدء التشغيل.
تستخدم محركات الديزل إشعالًا بالضغط لإشعال خليط الوقود والهواء باستخدام حرارة الضغط، وبالتالي لا تستخدم نظام إشعال. وعادة ما تحتوي على شمعات توهج تقوم بتسخين غرفة الاحتراق مسبقًا للمساعدة في بدء التشغيل في الطقس البارد.
استخدمت السيارات المبكرة أنظمة مغناطيس الإشعال وملف الاهتزاز، والتي اُستبدلت بأنظمة تعتمد على الموزع (استخدمت لأول مرة في عام 1912). أصبحت أنظمة الإشعال الإلكترونية (استخدمت لأول مرة في عام 1968) شائعة في نهاية القرن العشرين، مع انتشار نسخ مولد شرارة الإشعال من هذه الأنظمة منذ التسعينيات.

## الأنظمة المغناطيسية والميكانيكية

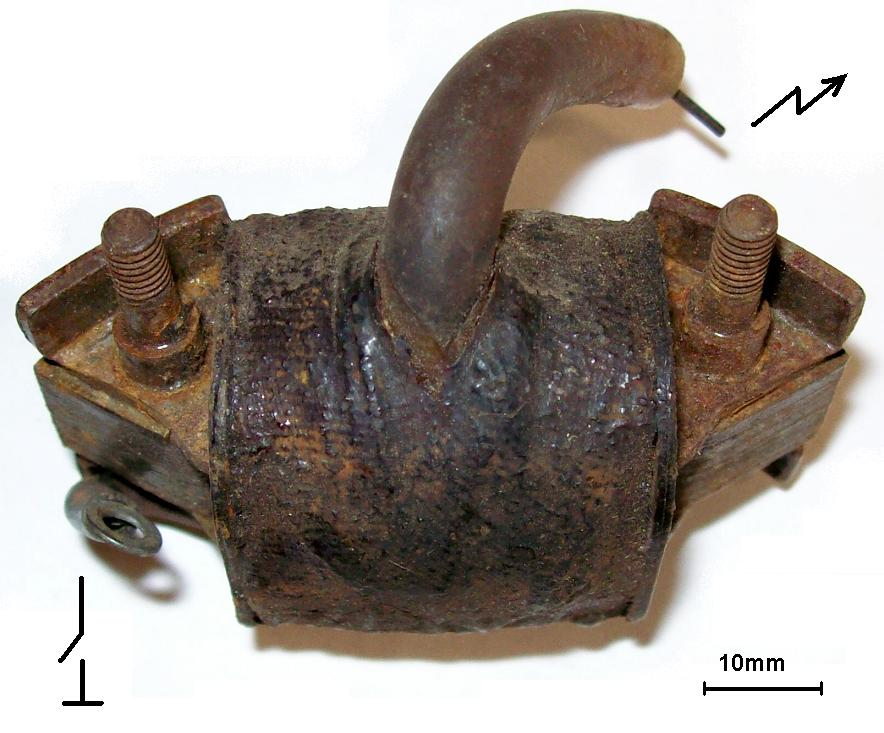
مغناطيس الإشعال

مغناطيس الإشعال (يُسمى أيضًا مغناطيس الضغط العالي) هو نوع أقدم من أنظمة الإشعال المستخدمة في محركات الإشعال الشراري (مثل محركات البنزين). يستخدم مغناطيسًا ومحولًا لإنتاج نبضات من الجهد العالي لشمعات الإشعال. يعني المصطلح القديم "الضغط العالي" "الجهد العالي".
استُخدمت مغناطيسات الإشعال في العديد من السيارات في أوائل القرن العشرين، وقد حلت محلها إلى حد كبير أنظمة إشعال ملف الحث. يقتصر استخدام مغناطيسات الإشعال الآن بشكل أساسي على المحركات التي لا تحتوي على بطارية، على سبيل المثال في جزازات العشب والمناشير الآلية. كما أنها تستخدم في الطائرات الحديثة ذات المحركات المكبسية (على الرغم من وجود بطارية)، لتجنب اعتماد المحرك على نظام كهربائي.

### أنظمة ملفات الحث
مع ازدياد شيوع البطاريات في السيارات (بسبب الاستخدام المتزايد لمحركات التشغيل الكهربائية)، استُبدلت أنظمة المغناطيس بأنظمة تستخدم ملف حث. استخدمت سيارة بنز الحاصلة على براءة اختراع عام 1886 وسيارة فورد موديل تي عام 1908 نظام إشعال بملف مهتز، حيث قام المهتز بقطع التيار عبر الملف وتسبب في سلسلة سريعة من الشرر أثناء كل عملية إطلاق. يُنشط ملف المهتز في نقطة مناسبة في دورة المحرك. في سيارة فورد موديل تي، كان للمحرك رباعي الأسطوانات ملف مهتز لكل أسطوانة.

### أنظمة تعتمد على الموزع

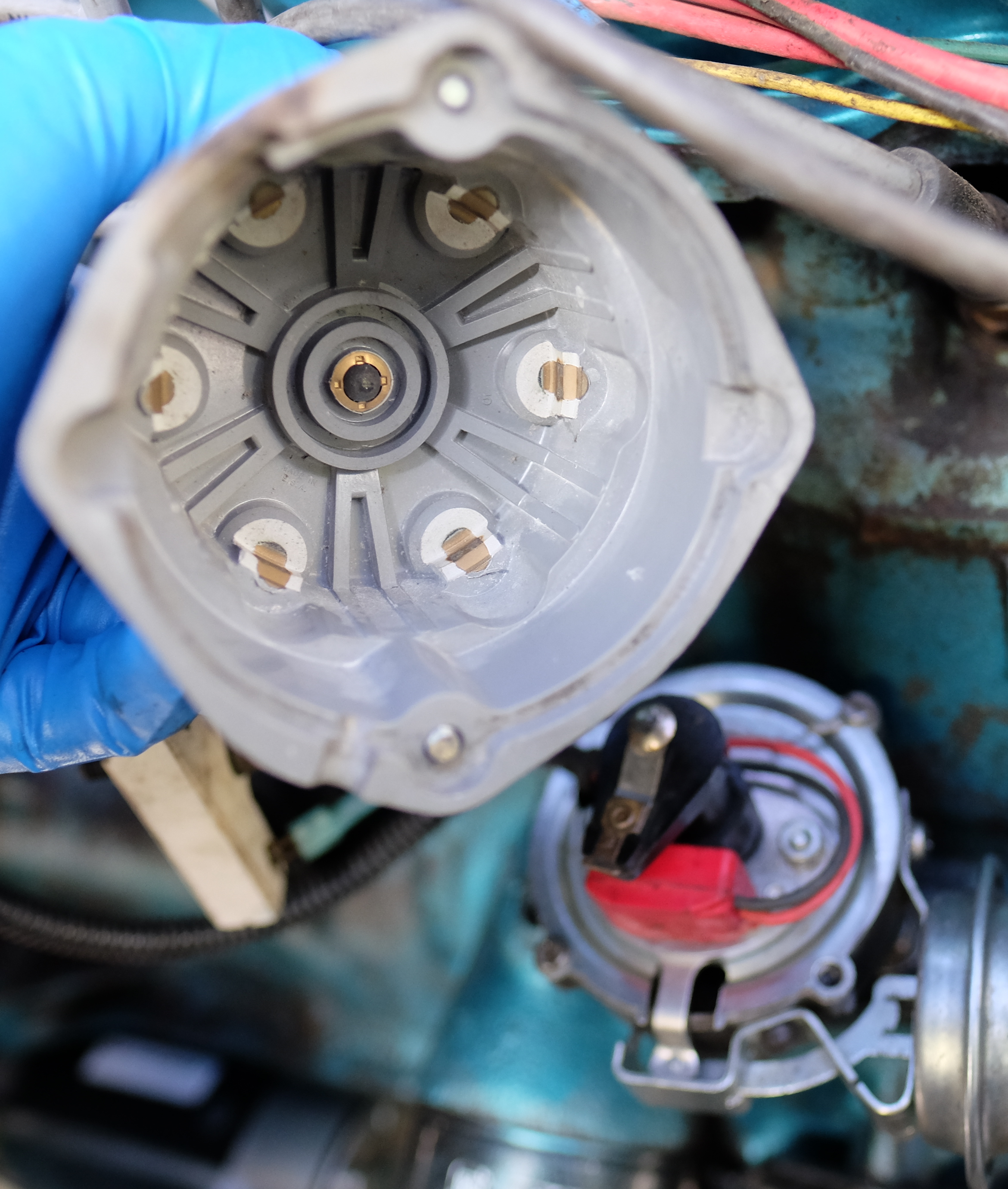
جهات اتصال الدوار داخل غطاء الموزع

اخترع نظام إشعال محسّن بواسطة تشارلز كترنج في شركة ديلكو في الولايات المتحدة وقُدّم في سيارات كاديلاك عام 1912. تألف نظام إشعال كترنج من ملف إشعال واحد، ونقاط تلامس القاطع، ومكثف (لمنع حدوث شرر عند فصل النقاط)، وموزع (لتوجيه الكهرباء من ملف الإشعال إلى الأسطوانة الصحيحة). أصبح نظام كترنج نظام الإشعال الأساسي لسنوات عديدة في صناعة السيارات بسبب تكلفته المنخفضة وبساطته النسبية.

## الأنظمة الإلكترونية
أُختبر أول نظام إشعال إلكتروني (من نوع المهبط البارد) عام 1948 بواسطة شركة ديلكو-ريمي، بينما قدمت شركة لوكاس نظام إشعال ترانزستوري عام 1955، والذي استُخدم في محركات سيارات الفورمولا واحد بريتيش ريسينغ موتورز وكوفنتري كليماكس عام 1962. بدأ سوق ما بعد البيع في تقديم الإشعال الإلكتروني في ذلك العام، مع توفر كل من نظام الإشعال الإلكتروني الترانزستوري اوتولايت 201 وتونغ-سول EI-4 (إشعال سعوي التفريغ ثايراتيروني). أصبحت بونتياك أول شركة سيارات تقدم نظام إشعال إلكتروني اختياري، وهو ديلكوترونيك عديم القاطع والمشغل بالنبض المغناطيسي، في بعض طرازات عام 1963؛ وكان متاحًا أيضًا في بعض سيارات كورفيت. صُنِّع أول نظام إشعال سعوي التفريغ ذو الحالة الصلبة (SCR) والمتاح تجاريًا بواسطة شركة هايلاند للإلكترونيات في كندا أيضًا عام 1963. قامت شركة فورد بتركيب نظام عديم القاطع من تصميم فورد على سيارات لوتس 25 التي شاركت في إنديانابوليس في العام التالي، وأجرت اختبارًا أوليًا عام 1964، وبدأت في تقديم الإشعال الإلكتروني الاختياري في بعض الطرازات عام 1965. استُخدم هذا النظام الإلكتروني في سيارات GT40 التي شاركت في حملات شيلبي الأمريكية وهولمان ومودي. قدم روبرت سي. هوغل من شركة فورد، "نظام الإشعال والكهرباء مارك II-GT"، المنشور رقم 670068، في مؤتمر SAE، ديترويت، ميشيغان، 9-13 يناير 1967. ابتداءً من عام 1958، عمل إيرل دبليو. ماير في كرايسلر على الإشعال الإلكتروني، واستمر حتى عام 1961 وأدى إلى استخدام الإشعال الإلكتروني في سيارات ناسكار هيمي التابعة للشركة في عامي 1963 و1964.
ظهر نظام بريست-أو-لايت سي دي-65، الذي اعتمد على التفريغ السعوي (CD)، في عام 1965، وكان لديه "ضمان غير مسبوق لمسافة 50000 ميل". (يختلف هذا عن نظام بريست-أو-لايت غير CD الذي قُدم في منتجات أمريكان موتورز في عام 1972، وأصبح معدات قياسية لطراز عام 1975.) كانت هناك وحدة CD مماثلة متاحة من ديلكو في عام 1966، والتي كانت اختيارية في سيارات أولدزموبيل وبونتياك وجي إم سي في طراز عام 1967. أيضًا في عام 1967، قدمت موتورولا نظام CD عديم القاطع الخاص بها. كان نظام الإشعال الإلكتروني الأكثر شهرة الذي ظهر لأول مرة في عام 1965، هو نظام الإشعال سعوي التفريغ دلتا مارك 10، والذي بُيع مجمعًا أو كطقم.
كانت فيات دينو أول سيارة إنتاج تأتي قياسية مع الإشعال الإلكتروني في عام 1968، تليها جاغوار أكس جي في عام 1971، وكرايسلر (بعد تجربة عام 1971) في عام 1973 وبواسطة فورد وجي ام في عام 1975.
في عام 1967، صنعت بريست-أو-لايت مضخم الإشعال "بلاك بوكس"، الذي يهدف إلى تخفيف الحمل عن نقاط قاطع الموزع أثناء التشغيل عالي الدورات في الدقيقة، والذي استخدمته دودج وبليموث في سيارات سباق السحب سوبر ستوك كورونيت وبلفيدير الخاصة بالمصنع. رُكب هذا المضخم على الجانب الداخلي من جدار الحماية في السيارات، وكان به قناة توفر الهواء الخارجي لتبريد الوحدة. يظل باقي النظام (الموزع وشمعات الإشعال) كما هو بالنسبة للنظام الميكانيكي. يؤدي نقص الأجزاء المتحركة مقارنة بالنظام الميكانيكي إلى موثوقية أكبر وفترات خدمة أطول.
يحتوي أحد أشكال إشعال الملف على شمعة على كل قابس على كل ملف يعالج شمعتين، على الأسطوانات التي تكون 360 درجة خارج الطور (وبالتالي تصل إلى النقطة الميتة العليا (TDC) في نفس الوقت)؛ في محرك الدورة الرباعية، يعني هذا أن شمعة واحدة سوف تطلق الشرارة خلال نهاية شوط العادم بينما تطلق الأخرى في الوقت المعتاد، وهو ما يسمى ترتيب "الشرارة المهدرة" الذي لا توجد به عيوب بصرف النظر عن تآكل شمعة الإشعال بشكل أسرع؛ الأسطوانات المقترنة هي 1/4 و 2/3 في ترتيبات الأربع أسطوانات، 1/4 و6/3 و2/5 في محركات الست أسطوانات و6/7 و4/1 و8/3 و2/5 في محركات V8. تتخلص الأنظمة الأخرى من الموزع كجهاز توقيت وتستخدم مستشعر موضع العمود المرفقي المثبت على عمود الكرنك لتشغيل الإشعال في الوقت المناسب.

### وحدات التحكم في المحرك
تستخدم محركات السيارات الحديثة وحدة التحكم في المحرك (ECU)، وهي جهاز واحد يتحكم في وظائف المحرك المختلفة بما في ذلك نظام الإشعال وحقن الوقود. وهذا يتناقض مع المحركات القديمة، حيث كان يُشغل حقن الوقود والإشعال كنظامين منفصلين.

## محركات التوربينات الغازية والمحركات الصاروخية
تستخدم محركات التوربينات الغازية (بما في ذلك المحركات النفاثة) إشعال التفريغ السعوي، ومع ذلك، لا يُستخدم نظام الإشعال إلا عند بدء التشغيل أو عندما ينطفئ لهب الاحتراق.
يعد نظام الإشعال في المحرك الصاروخي أمرًا بالغ الأهمية لتجنب البدء الصعب أو الانفجار. غالبًا ما تستخدم الصواريخ تقانة نارية تضع ألسنة اللهب على وجه لوحة الحاقن، أو بدلاً من ذلك، وقودًا شديد الاشتعال يشتعل تلقائيًا عند ملامسته لبعضها البعض.